# EZH2
EZH2(Enhancer of zeste homolog 2, 제스트 동족체 2)의 인핸서는 EZH2 유전자에 의해 암호화된 히스톤-리신 N-메틸트랜스퍼라제 효소(EC 2.1.1.43)이며, 이는 히스톤 메틸화 및 궁극적으로 전사 억제에 참여한다. EZH2는 보조 인자 S-아데노실-L-메티오닌을 사용하여 리신 27의 히스톤 H3에 메틸 그룹의 추가를 촉매한다. EZH2의 메틸화 활성은 이질염색질 형성을 촉진하여 유전자 기능을 침묵시킨다. EZH2에 의한 염색체 이질염색질의 리모델링은 세포 유사분열 중에도 필요하다.
EZH2는 발달 및 분화 조절을 담당하는 유전자의 후생적 유지를 통해 건강한 배아 발달을 담당하는 PRC2(Polycomb Repressive Complex 2)의 기능적 효소 구성요소이다. EZH2는 PRC2의 메틸화 활성을 담당하며 복합체에는 최적의 기능에 필요한 단백질(EED, SUZ12, JARID2, AEBP2, RbAp46/48 및 PCL)도 포함되어 있다.
EZH2의 돌연변이 또는 과발현은 다양한 형태의 암과 연관되어 있다. EZH2는 종양 발달을 억제하는 유전자를 억제하며, EZH2 활동을 차단하면 종양 성장이 느려질 수 있다. EZH2는 유방암, 전립선암, 흑색종 및 방광암을 포함하되 이에 국한되지 않는 다양한 암에서 상향조절되기 때문에 억제의 표적이 되었다. EZH2 유전자의 돌연변이는 희귀 선천성 장애인 위버 증후군(Weaver Syndrome)과도 연관되어 있으며, EZH2는 신경계 장애인 모세혈관확장실조증에서 신경퇴행성 증상을 일으키는 데 관여한다.
1. 1 2 3  GRCh38: Ensembl release 89: ENSG00000106462 - 앙상블, May 2017
2. 1 2 3  GRCm38: Ensembl release 89: ENSMUSG00000029687 - 앙상블, May 2017
3. ↑  “Human PubMed Reference:”. 《National Center for Biotechnology Information, U.S. National Library of Medicine》.
4. ↑  “Mouse PubMed Reference:”. 《National Center for Biotechnology Information, U.S. National Library of Medicine》.